# Меркатале (Арецо)
Меркатале је насеље у Италији у округу Арецо, региону Тоскана.
Према процени из 2011. у насељу је живело 420 становника. Насеље се налази на надморској висини од 310 м.